# 植物園詩社
植物園詩社，臺灣現代詩同人詩社，成立於1994年，活躍於90年代的臺灣現代詩壇，為當時大專校園最大的跨校性詩社，參與者為臺灣各大專學生。創社時，成員平均年齡只有18歲。歷年加入社員多達四十餘位，主要成員有楊宗翰、何雅雯、潘寧馨、邱稚亘、林思涵、洪書勤等人，曾於1998年出版《畢業紀念冊——植物園六人詩選》。此後雖未以社團名義對外公開活動，但仍個別出版詩集或投入現代詩研究領域。

## 發行刊物
發行《植物園詩學季刊》，創刊於1995年1月，由楊宗翰、孫梓評擔任發行人，創刊號主編林思涵，第二期主編林怡翠，第三、四期主編何雅雯。主題涵蓋創作與評論。原為季刊，受限於財源因素，發行四期後，改為年刊，至1998年停刊。